# Tigerair Australia
Tiger Airways Australia Pty Ltd — работавшая под брендом Tigerair Australia австралийская бюджетная авиакомпания, основанная 23 ноября 2007 года. До проведенного в 2014 году ребрендинга носила название Tiger Airways Australia. Авиакомпания являлась совместным предприятием дочерней авиакомпании Singapore Airlines — Tiger Airways Holdings и австралийской авиакомпании Virgin Australia. Основной базой Tigerair Australia является аэропорт города Мельбурн. До 2011 года авиакомпания использовала аэропорт города Аделаида и мельбурнский аэропорт Авалон. 7 марта 2012 года Tigerair объявили об открытии второго хаба в сиднейском аэропорту, а 1 ноября того же года — о возвращении авиакомпании в аэропорт Аделаиды.

## История
В начале августа стало известно, что в скором времени Tigerair будет расформирован, и в сентябре 2020 года деятельность авиакомпании была прекращена .

## Маршрутная сеть
Маршрутная сеть авиакомпании включает в себя внутренние рейсы между городами: Мельбурн, Аделаида, Брисбен, Голд Кост, Дарвин, Канберра, Кернс, Кофс-Харбор, Перт, Просерпайн, Сидней, Таунсвилл, Хобарт.

## Флот
Планируется постепенный переход на Boeing-737 и отказ от использования самолётов Airbus.